# Mulan Joins the Army (1928)

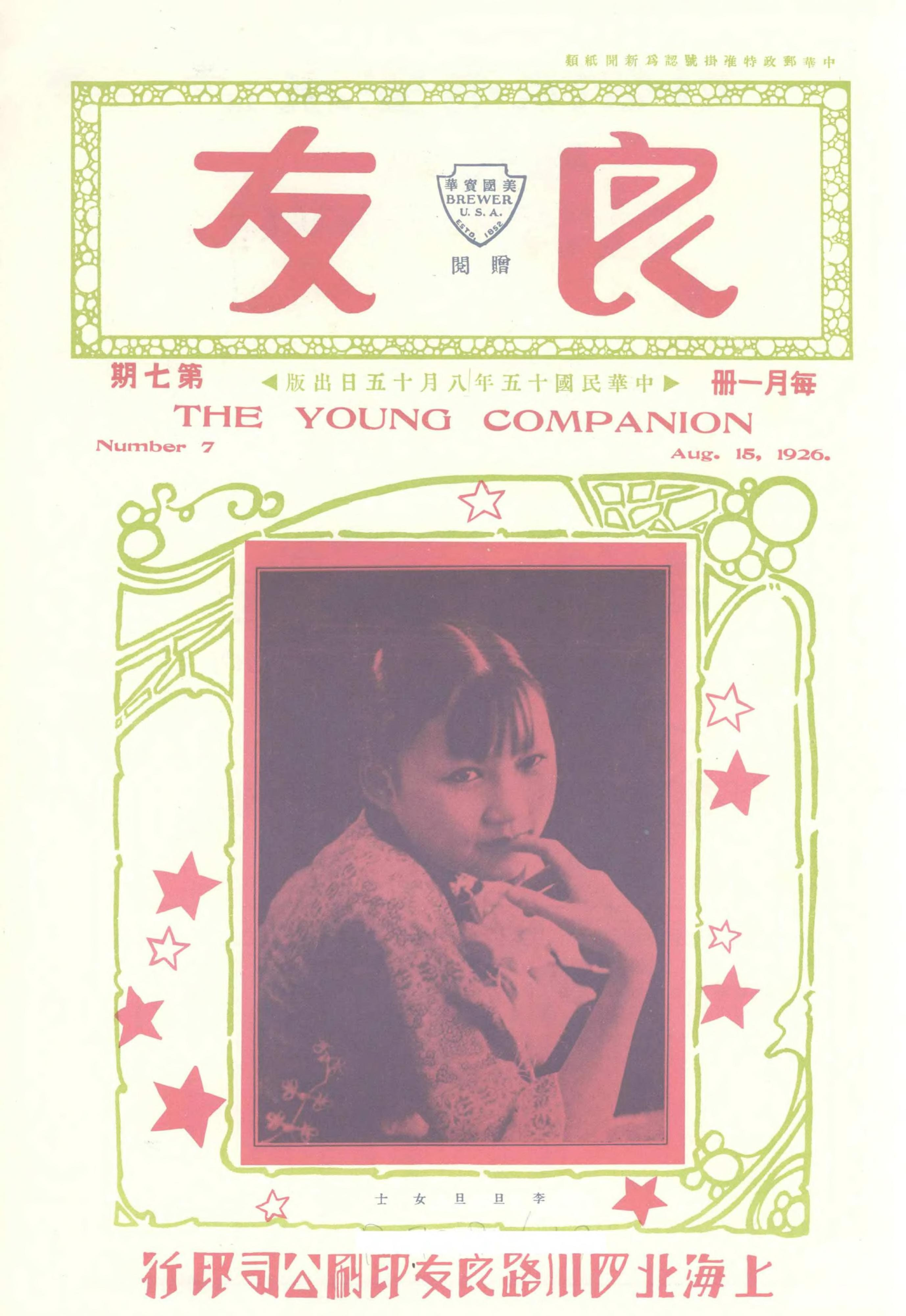
Li Dandan, la protagonista, en la portada d'una revista

Mulan Joins the Army (1928) (xinès simplificat: 木蘭從軍) Pel·lícula muda xinesa de l'any 1928, amb una durada de 100 minuts. Produïda per Minxin, amb guió de l'actriu i dramaturga Pu Shunqing i dirigida per Hou Yao.

## Estil i realització
En ple clima de tensió amb el Japó, Pu Shunqing va escriure el guió  de la pe·lícula de l'estil wuxia (arts marcials) de caràcter patriòtic. El rodatge va durar dos anys, rodant-se en cinc províncies diferents, amb l'ajuda d'un senyor de la guerra del Nord que proporcionà soldats i cavalls com a extres.
La producció va comptar amb un gran pressupost (en relació amb l'època) però malgrat que es va filmar dos anys abans d'una altra versió de la mateixa història, produïda pels estudis Tianyi, no es va estrenar fins al 1928, cosa que va afectar seriosament el seu rendiment a taquilla.De fet, el fracàs d'aquest projecte va fer que l'empresa Minxin es declarés en concurs de creditors. Quan va ser absorbida per United China Film Company el 1930, la carrera cinematogràfica de la guionista Pu també va acabar.

## Trama i versions

#### Trama
El tema de la pel·lícula es basa en un conte tradicional xinès. La història atemporal de la llegendària guerrera de la Xina data del segle IV, quan va aparèixer per primera vegada amb una cançó popular titulada "La balada de Mulan". Ambientada a l'era de la dinastia Wei Occidental, explica la història d'una jove anomenada Hua Mulan que es disfressa de soldat i s'allista a l'exercit en el lloc del seu pare i del seu germà petit quan arriba la guerra. Hàbil en arts marcials i amb l'espasa, Mulan lluita al camp de batalla durant 12 anys, obtenint moltes victòries heroiques. Quan acaba la guerra, rebutja un càrrec militar oficial, preferint tornar a casa per cuidar de la seva família. La pel·lícula va introduir una trama addicional on Mulan és capturada per bàrbars guerrers i obligada a casar-se amb una noia local, cosa que no va agradar als puristes del folklore tradicional xinès.

#### Versions
El conte ha tingut una gran quantitat de versions cinematògrafs, les dues primeres del cinema mut xinès (1927 produïda per Tianyi i aquesta del 1928) Més tard Huacheng Film Company, va filmar la primera pel·lícula amb so sobre Hua Mulan,   protagonitzada per una de les estrelles emergents més populars de Hong Kong de l'època, Chen Yunshang, que va viatjar al nord, a la Xina continental, per fer aquesta pel·lícula. Innovadora en molts sentits, aquesta versió es va filmar primer en mandarí i després es va redoblar en cantonès per abastar el públic de la Xina i Hong Kong, respectivament. El 1964 Shaw Brothers de Hong Kong va filmar  "Lady General Hua Mu-Lan" . Posteriorment Disney n'ha produït quatre versions (1998, 2004, 2009 i un musical el 2020). També s'han fet sèries de televisió a Hong Kong, Taiwan i Estats Units.

## Repartiment
La pel·lícula va estar protagonitzada per Lee Ya-Ching ( Li Dandan) una de les estrelles més populars de la Xina de finals dels anys vint del segle xx, amb Lin Chuchu i Xing Shaomei. L'actriu Li Dandan, quan es va retirar a Europa després de casar-se amb un diplomàtic, va tenir una segona carrera reeixida com a primera pilot de línia aèria de la Xina.